# Junceella spinescens
Junceella spinescens är en korallart som först beskrevs av Gray 1859.  Junceella spinescens ingår i släktet Junceella och familjen Ellisellidae. Inga underarter finns listade i Catalogue of Life.